# Рогоаза (Бакау)
Рогоаза (рум. Rogoaza) насеље је у Румунији у округу Бакау у општини Корбаска. Oпштина се налази на надморској висини од 161 m.

## Становништво
Према подацима из 2002. године у насељу је живело 362 становника, од којих су сви румунске националности.